# Thomas Smith
Thomas Smith (6. prosinec 1752 Broughty Ferry, Skotsko – 21. červen 1815 Edinburgh) byl skotský podnikatel a první stavitel (inženýr) majáků. V roce 1786 byl jmenován prvním hlavním inženýrem Rady severních majáků (Northern Lighthouse Board).

## Život
Smith se narodil v Broughty Ferry na předměstí Dundee ve Skotsku. Když byl ještě malý, jeho otec (kapitán) se utopil v přístavu Dundee. Z toho důvodu jej matka podporovala v kariéře na pevnině, kde se zpočátku věnoval železářství. Zatím co ovdovělá matka zůstala v Broughty Ferry, Smith se usadil v Edinburghu.
V Edinburghu Smith založil a zřejmě i jako jediný vlastnil úspěšnou firmu na výrobu lamp a olejů Greenside Company's Works. Také získal zakázku na zlepšení pouličního osvětlení pro rozvíjející se Nové město (New Town) v Edinburghu.
Olejové lampy, které dodal, měly parabolické reflektory z leštěné mědi, které soustřeďovaly světlo a zvyšovaly jeho jas. Výroba takových reflektorů v přísných tolerancích nebyla jednoduchá, ale inovace, které Smith vymyslel, poskytly jeho lampám čtyřnásobný výkon oproti standardním olejovým lampám bez jakéhokoli reflektoru.
Úspěch Smithovy práce v oblasti pouličního osvětlení mu poskytl kontakty a kvalifikaci, které vedly k tomu, že byl v roce 1786 jmenován hlavním inženýrem nově vzniklého Northern Lighthouse Trust (nyní Northern Lighthouse Board). Byl pověřen stavbou prvních čtyř moderních majáků a neprodleně vyslán na jih, aby získal technické znalosti u některého anglického stavitele majáků (pravděpodobně Johna Smeatona, který v padesátých letech 17. století postavil průkopnický třetí maják Eddystone, nebo snad Ezekiela Walkera či Williama Hutchinsona).
Po návratu se Smith pustil do stavby čtyř nových majáků na Kinnaird Head, Mull of Kintyre, Eilean Glas a North Ronaldsay. Kromě návrhu a výstavby musel Smith překonat značné finanční, logistické a dodavatelské problémy vyplývající z odlehlé polohy projektů. Nicméně všechny čtyři majáky byly úspěšně postaveny.
Smith si rychle osvojil nově vynalezenou Argandovu lampu, která díky kruhovému knotu a skleněnému komínku poskytovala mnohem jasnější světlo než tradiční knotové lampy. Nejdůležitější bylo, že ji zkombinoval se svými parabolickými reflektory, čímž vznikla kombinace, která se stala známou jako katoptrický systém a stanovila tehdejší standard pro osvětlení majáků.
První z jeho majáků - Kinnaird Head (1787) – měl 17 lamp na velrybí olej, podpořených parabolickými reflektory, a byl údajně nejvýkonnějším světlem své doby s udávaným dosvitem 10 až 12 nm (19 až 23 km). Smith v následujících letech pokračoval v experimentování a vylepšování svých návrhů a právě jeden z jeho posledních návrhů, Start Point, Sanday (1806), obsahoval otočné světlo, které se mělo stát univerzálním.
V roce 1808 Smith odstoupil ze své funkce v Radě severních majáků a jeho nástupcem se stal jeho nevlastní syn Robert Stevenson. Zůstal však aktivní ve svém soukromém podnikání.

## Rodinný život
V roce 1792 – pět let po svém jmenování do Rady severních majáků – se Smith oženil se svou třetí ženou Jean Lillie Stevensonovou (1751–1820).
Předtím Smith dvakrát ovdověl. S první ženou měl pět dětí, avšak pouze dcera (Jane) a syn (James) přežili dětství. Z druhého manželství měl ještě jednu dceru (Mary-Anne).
Jean Lillie Stevensonová byla sama vdovou a měla malého syna Roberta Stevensona. Jejím prvním manželem byl Alan Stevenson, společník ve West Indies sugar trading house (Západoindický obchodní dům s cukrem) v Glasgowě, který zemřel na epidemickou horečku na ostrově Svatý Kryštof v Západní Indii v roce 1774 a zanechal Jean Lillie v nejisté finanční situaci.
Nová rodina zpočátku bydlela na Blair Street 1 u Královské míle v edinburském Starém městě a v letech 1798–1799 se přestěhovala do tehdy nově postaveného domu Baxter's Place 2 v ulici Leith Walk.
Vztah mezi Thomasem Smithem a jeho nevlastním synem Robertem Stevensonem se ukázal jako blízký a obdivný. Ačkoli Stevensonova matka zamýšlela jeho kariéru v duchovní správě, místo toho se stal nadšeným pomocníkem v dílech svého nevlastního otce a v roce 1791 se u Smithe formálně vyučil. Tento vztah ještě více upevnila neobvyklá okolnost: v roce 1799 se Stevenson oženil se svou tehdy dvacetiletou nevlastní sestrou Jane. následujícího roku se Stevenson stal plnohodnotným partnerem Smithovy firmy a nakonec ho v roce 1808 vystřídal ve funkci hlavního inženýra Rady severních majáků, čímž byla zahájena dynastie Stevensonových stavitelů majáků.

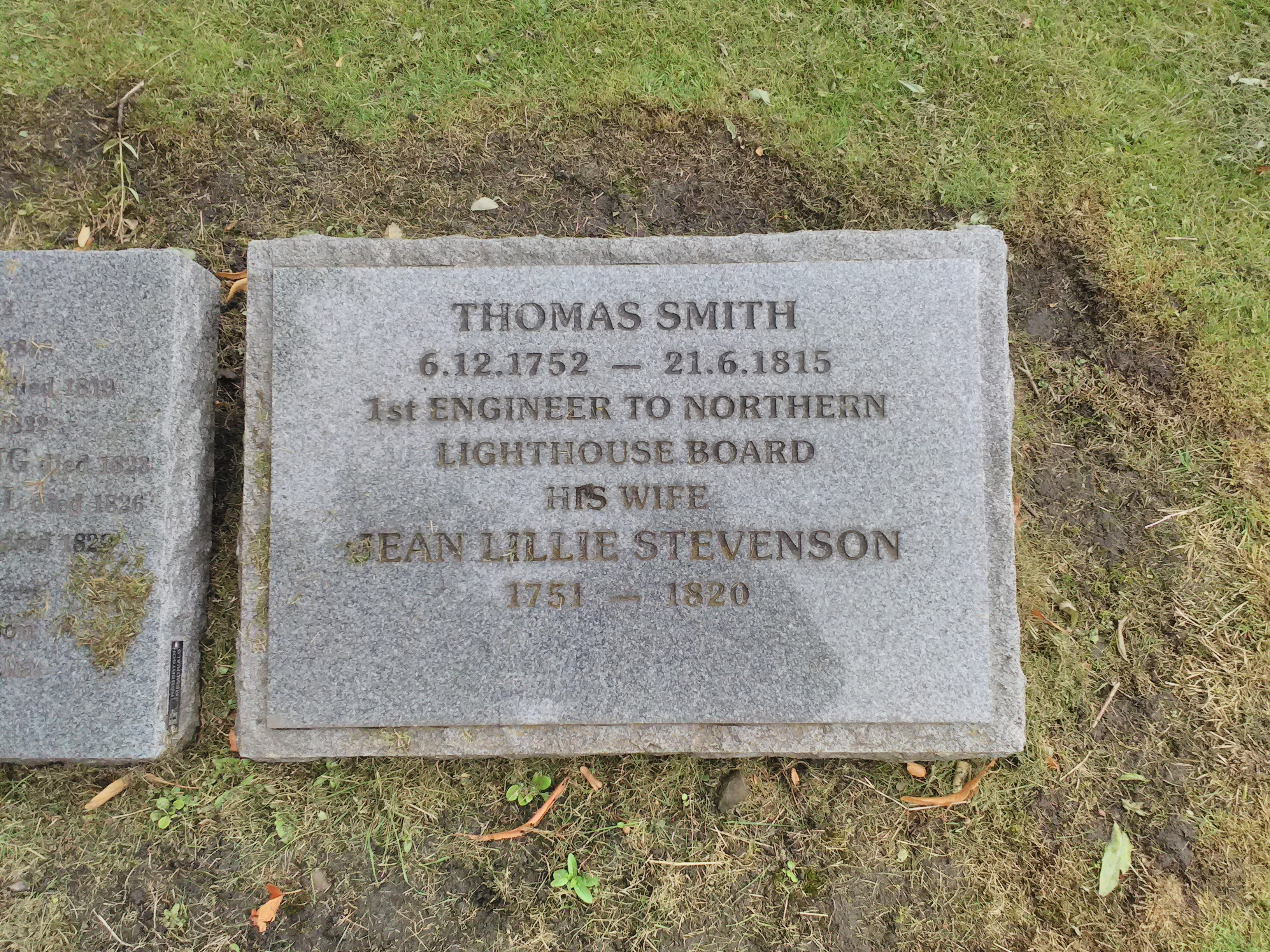

O vlastním synovi Thomasi Smithovi Jamesovi se toho ví jen málo, kromě toho, že odešel z domova a založil si vlastní železářskou firmu, ale není známo, zda to bylo kvůli nějaké roztržce s otcem. Jeho dcera Janet byla matkou fyzika Williama Swana.
Smith zemřel doma na Baxter's Place 2 dne 21. června 1815 ve věku 62 let. Je pohřben v severovýchodní části pohřebiště Old Calton Burial Ground. Po jeho smrti zdědil dům Robert Stevenson.

## Majáky postavené Thomasem Smithem
- Kinnaird Head (1787)
- Mull of Kintyre (1788)
- Dennis Head Old Beacon, North Ronaldsay (1789)
- Eilean Glas, Scalpay, Harris (1789)
- Pladda, u ostrova Arran (1790)
- Cumbrae (1793)
- Muckle Skerry (1794)
- Cloch, Gourock (1797)
- Inchkeith, Firth of Forth (1804)
- Start Point, Sanday (1806)